# آیگوئل د لعو نو
{{جا:#ifeq:تیتر نادرست|تیتر نادرست||{{جا:#اگرموجود:ویکی‌پدیا:نظرخواهی برای حذف/{{جا:نام‌کامل‌صفحه}}|{{جا:lessthan}}!-- صفحهٔ نامزد برای این نوشتار از پیش وجود داشت هنگامی که این برچسب اضافه شد. اگر این به خاطر نامزدشدن نوشتار برای حذف بود، و می‌خواهید دوباره آن را نامزد کنید، لطفاً "page={{جا:نام‌کامل‌صفحه}}" را با "page={{جا:نام‌کامل‌صفحه}} (دومین نامزد)" در زیر پیش از اقدام به نامزدی جایگزین کنید.
-->}}}}

{{جا:lessthan}}!-- فقط برای استفادهٔ مدیران: 
 -->
آیگوئل د لعو نو (به لاتین: Aiguille de l'A Neuve) یک کوه در سوئیس است که در کانتون وله واقع شده‌است. آیگوئل د لعو نو ۳٬۷۵۳ متر بالاتر از سطح دریا واقع شده‌است.